# 卡洛·戈齊
卡洛·戈齊（Carlo Gozzi，1720年12月13日—1806年4月4日）是一位威尼斯剧作家，擅長即興喜劇。

## 生平
戈齊出生及死亡於威尼斯。他出生於一个小型貴族家庭提也波洛家族，他在青年時期，父亲無法提供他的生活費用，於是赴達爾馬提亞从军。三年后他回到威尼斯，加入格蘭內萊斯基學會。該學會致力於在外國文化影響下尋求托斯卡尼文學的保存，對保存諸如即興喜劇這樣的傳統意大利喜劇特別感興趣。
当时彼得羅·基亞里、卡洛·哥尔多尼兩位威尼斯作家正在意大利正在擺脫意大利戲劇的舊風格，使得该协会觉得自己的目标受到了威胁。因此，戈齊在1757年发表了一首讽刺诗《La tartana degli influssi per l'anno 1756》，為即興喜劇辯護。1761年，他又發表一部以童話故事改編的喜剧《三橙之戀》（又名：三橘愛），是对法式剧作品的一个讽刺性地戏仿基亞里和哥爾多尼。
本来戈齊在这部剧里使用了一个童话题材只不过是作为讽刺的一个好的材料，但他没有想到这个题材如此受观众欢迎，因此他写了一系列童话题材的剧，这些剧一开始受欢迎，但后来就不被人注意了。歌德、奥古斯特·威廉·施莱格尔等对这些剧高度赞扬。弗里德里希·席勒将其中的一部译成德文。
晚年戈齊开始写悲剧，并将喜剧的成分引入悲剧，但是批评家对此非常不赞赏，因此他改写西班牙语剧作，这些作品小有成效。
1792年他自己编辑的個人全集在威尼斯出版，他的许多作品很快被译为其它语言。

## 衍生作品
戈齊的喜劇《三橙之戀》（又名：三橘愛）幾百年後被烏克蘭作曲家普羅高菲夫改編為諷刺歌劇，在歐美等地上演。

## 家族
戈齊有一个哥哥加斯帕羅·戈齊也是当时非常著名的作家。